# Воловецкий перевал
Воловецкий перевал (также Бескидский, Скотарский; укр. Воловецький перевал) — перевал через Водораздельный хребет в Украинских Карпатах. Расположенный на границе Стрыйского района Львовской области и Мукачевского района Закарпатской области, на водоразделе рек Опир и Вече. Высота 1014 м. Южный склон крутой, северный — пологий. Состоит из песчаников и сланцев. Перевал слабо залесён, преобладают вторичные луга.

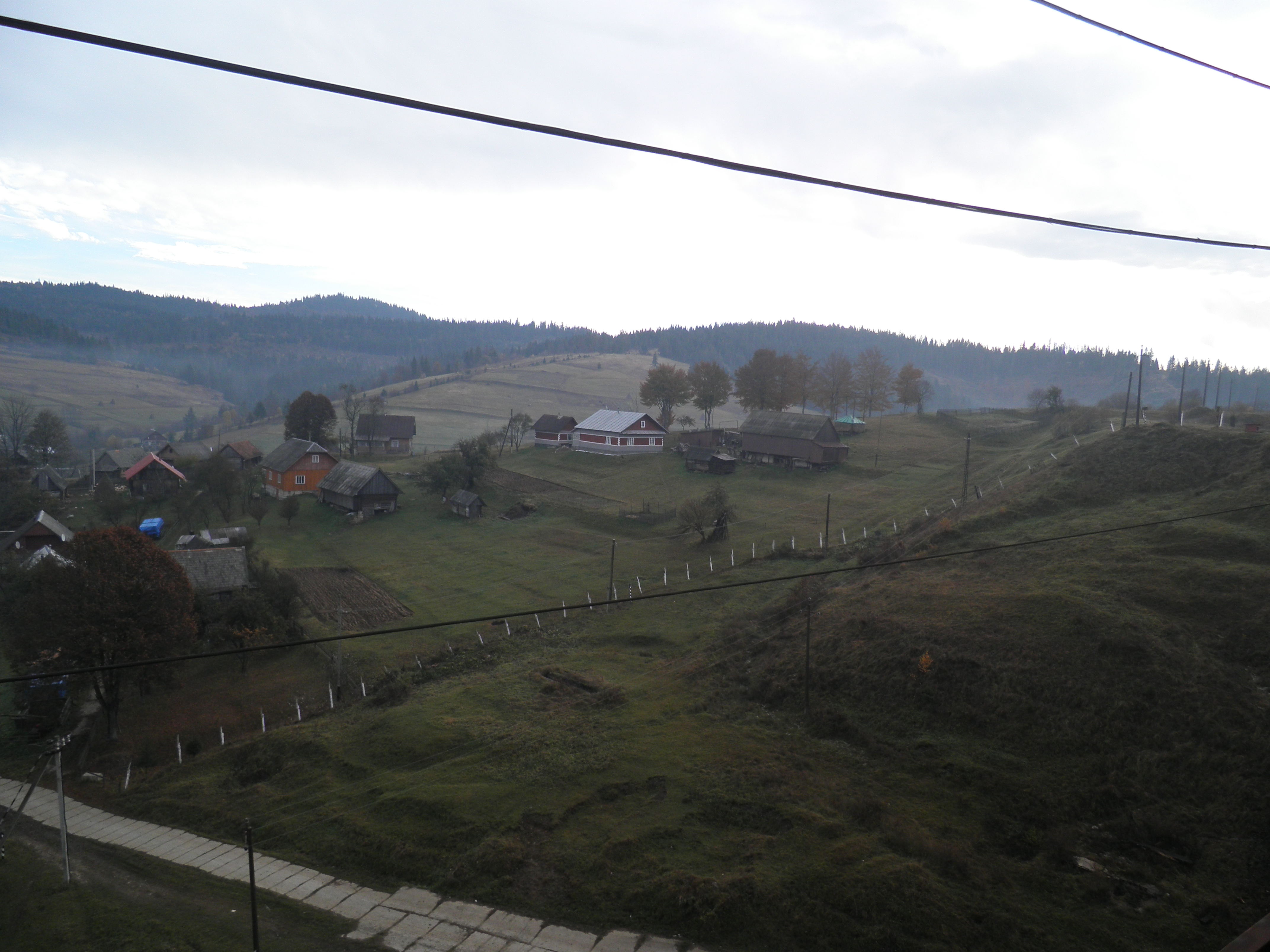
Воловецкий перевал с северной стороны (Юг Львовской области.)

Под перевалом через Бескидский тоннель проходит магистральная железная дорога Чоп — Мукачево — Бескид — Стрый — Львов, имеющая на 23-х-километровом перевальном участке Воловец — Бескид — Лавочное предельные уклоны до 29 ‰ (самым крутой уклон на магистральных линиях бывшего СССР), что требует кратной тяги и локомотива-толкача
Автомобильного сообщения через перевал нет, дорога труднопроходимая.
Ближайшие населённые пункты: сёла Опорец и Скотарское.